# Patellapis joffrei
Patellapis joffrei är en biart som först beskrevs av Raymond Benoist 1962.  Patellapis joffrei ingår i släktet Patellapis och familjen vägbin. Inga underarter finns listade i Catalogue of Life.